# Belemniti
Belemniti byli zástupci poměrně rozšířené skupiny vodních měkkýšů – hlavonožců, žijících od triasu až do svrchní křídy (asi před 227 až 66 miliony let). Byli značně podobní dnešním olihním (i když s nimi nejsou blízce příbuzní) a sépiím. Stejně jako tito recentní hlavonožci měli také inkoustový váček. Lišili se naopak přítomností deseti ramen (chapadel) zhruba stejné délky a neměli na nich tentakule.

## Popis
Belemniti žili dravě. Díky vzácným nálezům můžeme celkem spolehlivě rekonstruovat jejich vnější i vnitřní morfologii. V drtivé většině případů se z nich zachovává ve fosilním záznamu pouze vnitřní schránka, takzvané rostrum. To je tvořené kalcitem a může uchovávat cenný izotopový záznam. Díky charakteru kalcitu (je takzvaně nízko-hořečnatý) se rostra belemnitů často používají k izotopovým analýzám, zejména poměrů izotopů uhlíku, kyslíku, stroncia a jiných stopových prvků.

Tělo belemnitů bylo tvořeno ze tří hlavních částí- rostra (hydrodynamický orgán), fragmokonu (hydrostatický orgán) a proostraka. Poslední článek fragmokonu tvořil samotnou obývací komoru belemnita. Proostrakum chránilo měkké části uvnitř jeho těla.

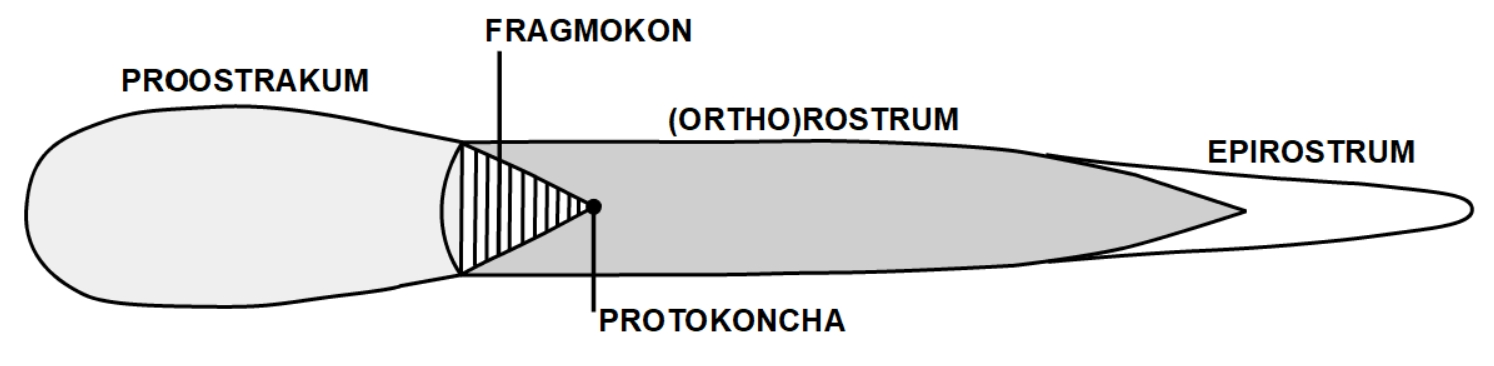
Zjednodušená vnitřní stavba těla belemnita.

Ze vzácných nálezů měkkých částí belemnitů víme, že měli veliké komorové oči, háčky na deseti chapadlech (takzvané onychyty), ploutvičky a v neposlední řadě také inkoustový vak a speciální čelisti (tvarově připomínající zobáky).

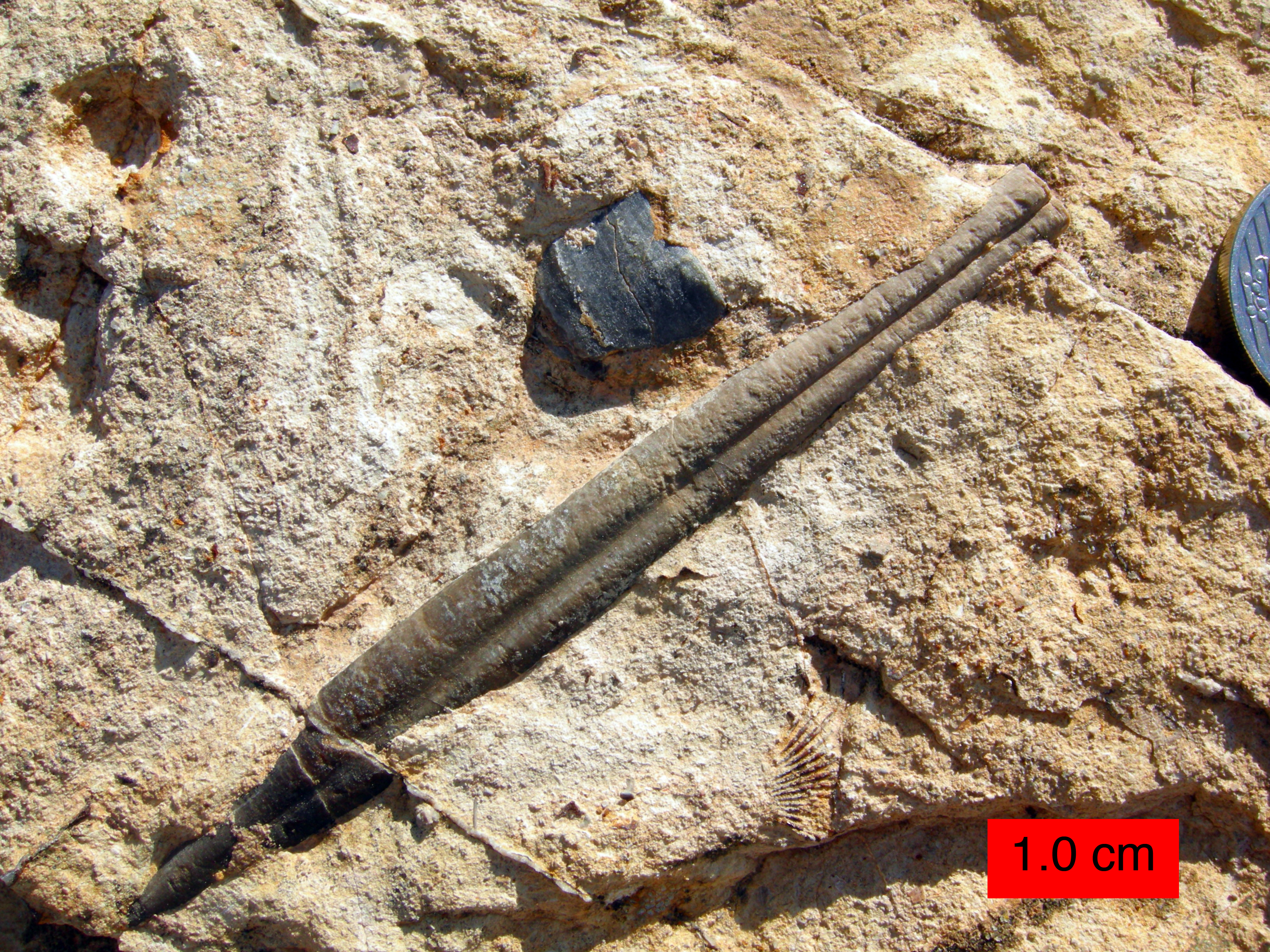
Zkamenělý Belemnit

## Význam
Název pochází z řeckého belemnon (šíp) a eidos ("tvar") – tedy "ve tvaru šípu". Schránky belemnitů jsou obvykle jedinou zachovalou částí těla a mají skutečně podobu hrotu kopí či šípu. Belemniti byli velmi četní a proto slouží mnohde jako indexové fosilie pro datování druhohorních hornin. Tito živočichové byli častou kořistí velkých mořských plazů, jako byli plesiosauři a mosasauři. Vyhynuli na konci křídy před 66 miliony let (podobně jako jim příbuzní amoniti, kteří přečkali katastrofu na konci druhohor, ale jen o několik stovek tisíc let).